# Csoma (Hungria)
Csoma é um município da Hungria, situado no condado de Somogy. Tem 8,43 km² de área e sua população em 2019 foi estimada em 424 habitantes.